# LG Electronics
LG Electronics (korejsky: LG 전자, KRX: 066570, LSE: LGLD, mezinárodně vystupuje pod názvem LG Electronics) je jihokorejská a globální technologická společnost. Sídlí na ostrově Yeouido v Soulu. Prezident společnosti je Yong Nam.
Je druhým největším výrobcem televizních přijímačů a šestým největším výrobcem mobilních telefonů.
Současně je to vlajková loď společnosti LG Group, což je jeden z největších konglomerátů zaměřených na elektroniku.
Společnost má 75 poboček na celém světě, které navrhují a vyrábějí televizory, domácí spotřebiče a telekomunikační zařízení. LG Electronics vlastní Zenith Electronics a ovládá 37,91 procent LG Display.